# Batavia Air
Batavia Air – nieistniejąca indonezyjska linia lotnicza z siedzibą w Dżakarcie. W 2013 firma ogłosiła bankructwo. 